# Interstate 75
Az Interstate 75 (75-ös országos autópálya) az Amerikai Egyesült Államok 7. leghosszabb autópályája, észak-dél irányban szeli át az országot. Hossza több mint 2800 kilométer. Útvonala során áthalad Florida, Georgia, Tennessee, Kentucky, Ohio, Michigan államokon, egészen a kanadai határig.

## Története
Az autópályát már az 50-es években tervezték, és el is kezdték építeni. A U.S. Highway 2, 27, 25 és 41 országutakkal együtt helyettesítik a régi Dixie Highway-t. Az I-75-ös utolsó szakasza 1986-ban készült el Miami-Dade, ill. Broward megyében (mindkettő Floridában van).
1990. december 11-én délelőtt történt mindkét irányban az eddigi legnagyobb közúti baleset (tömegkarambol) az Egyesült Államok történetében Calhoun (Tennessee) közelében (az út legmélyebb pontján): a köd (inverzió) miatt 99 gépjármű ütközött, 12-en meghaltak, 42-en megsérültek.

## Legfontosabb városok

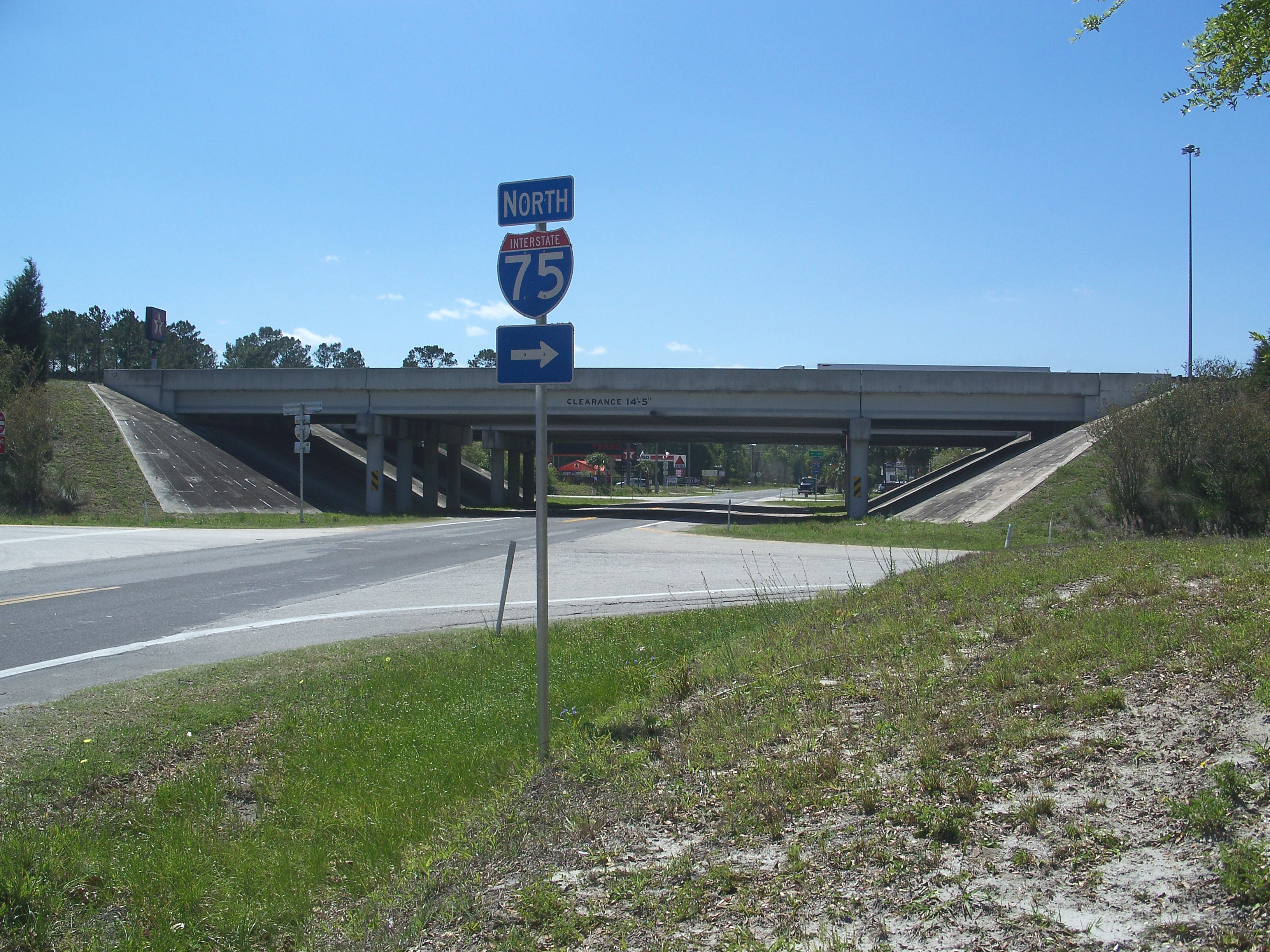
Egy I-75-ös felhajtó Floridában

- Miami (Florida)
- Naples (Florida)
- Fort Myers (Florida)
- Sarasota (Florida)
- Tampa (Florida)
- Ocala (Florida)
- Gainesville (Florida)
- Lake City (Florida)
- Valdosta (Georgia)
- Macon (Georgia)
- Atlanta (Georgia)
- Marietta (Georgia)
- Chattanooga (Tennessee)
- Knoxville (Tennessee)
- Lexington (Kentucky)
- Cincinnati (Ohio)
- Dayton (Ohio)
- Toledo (Ohio)
- Detroit (Michigan)
- Flint (Michigan)
- Saginaw (Michigan)
- St. Ignace (Michigan)
- Sault Ste. Marie (Michigan)

## Csomópontok
Davie  Interstate 575
 Parrish  Interstate 275
 Tampa  Interstate 4
 Lutz  Interstate 275
 Lake City  Interstate 10
 Macon  Interstate 475
 Macon  Interstate 16
 Atlanta  Interstate 675
 Atlanta  Interstate 285
 Atlanta  Interstate 85
 Atlanta  Interstate 20
 Chattanooga  Interstate 24
 Knoxville  Interstate 40
 Lexington  Interstate 80
 Walton  Interstate 71
 Erlanger  Interstate 275
 Davie  Interstate 575
 Cincinnati  Interstate 74
 Miamisburg  Interstate 675
 Vandalia  Interstate 70
 Perrysburg  Interstate 80
 Perrysburg  Interstate 90
 Toledo  Interstate 475
 Newport  Interstate 275
 Detroit  Interstate 96
 Detroit  Interstate 375
 Detroit  Interstate 94
 Detroit  Interstate 696
 Flint  Interstate 69
 Flint  Interstate 475
 Saginaw  Interstate 675

## Bekötő és elkerülőutak
- Interstate 175,  Interstate 275 és  Interstate 375 - Tampa/St. Petersburg
- Interstate 475 - Macon
- Interstate 675 - Atlanta
- Interstate 575 - Nelson
- Interstate 275 - Knoxville
- Interstate 275 - Cincinnati
- Interstate 675 - Dayton
- Interstate 475 - Toledo
- Interstate 275 és  Interstate 375 - Detroit
- Interstate 475 - Flint
- Interstate 675 - Saginaw

## Fordítás
- Ez a szócikk részben vagy egészben  az   Interstate 75 című német Wikipédia-szócikk fordításán alapul.  Az eredeti cikk szerkesztőit annak laptörténete sorolja fel. Ez a jelzés csupán a megfogalmazás eredetét és a szerzői jogokat jelzi, nem szolgál a cikkben szereplő információk forrásmegjelöléseként.